# Heddesheim
Heddesheim este o comună din landul Baden-Württemberg, Germania.